# Château de Brandenstein (Hesse)

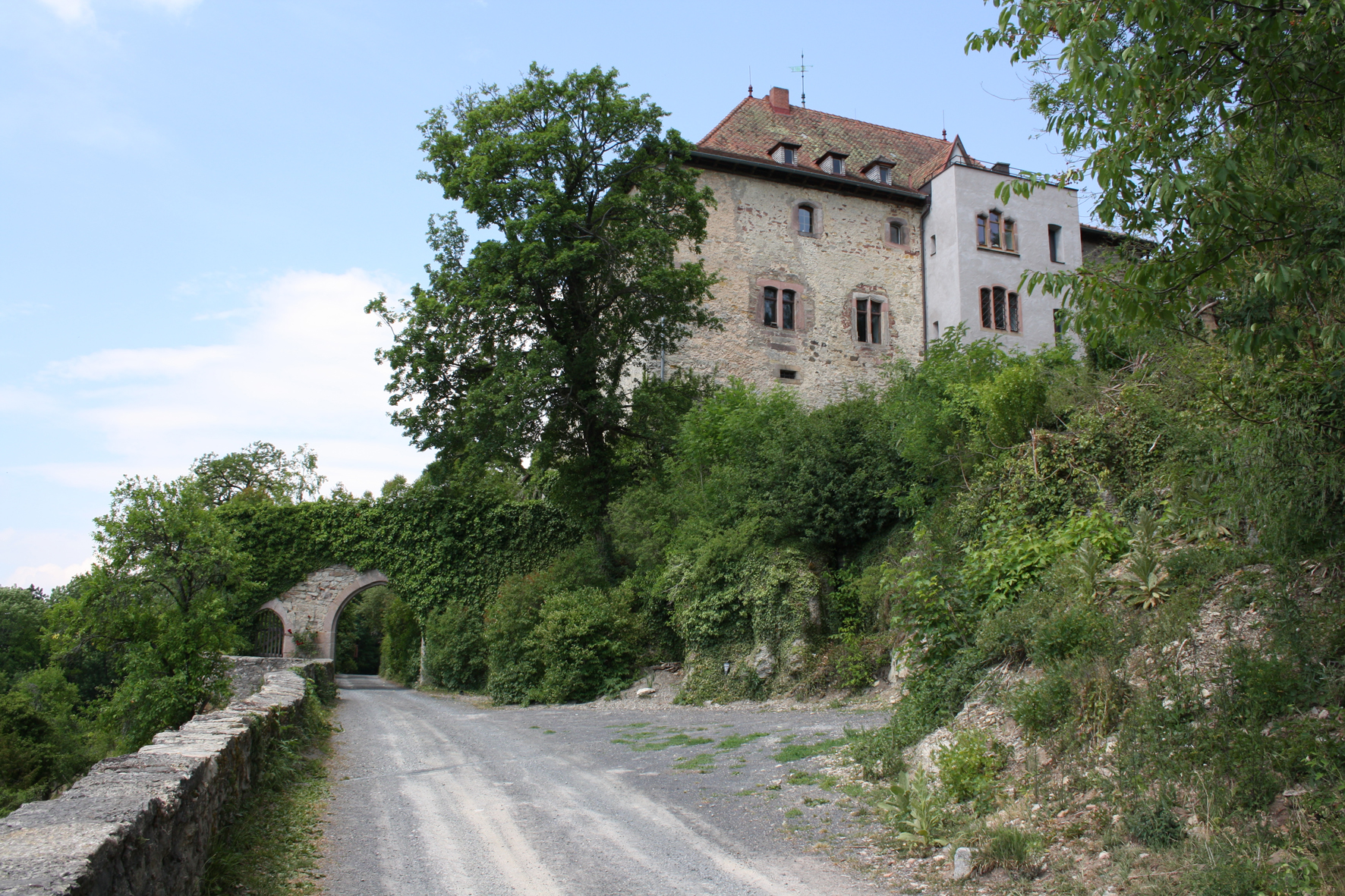
Arrivée au château

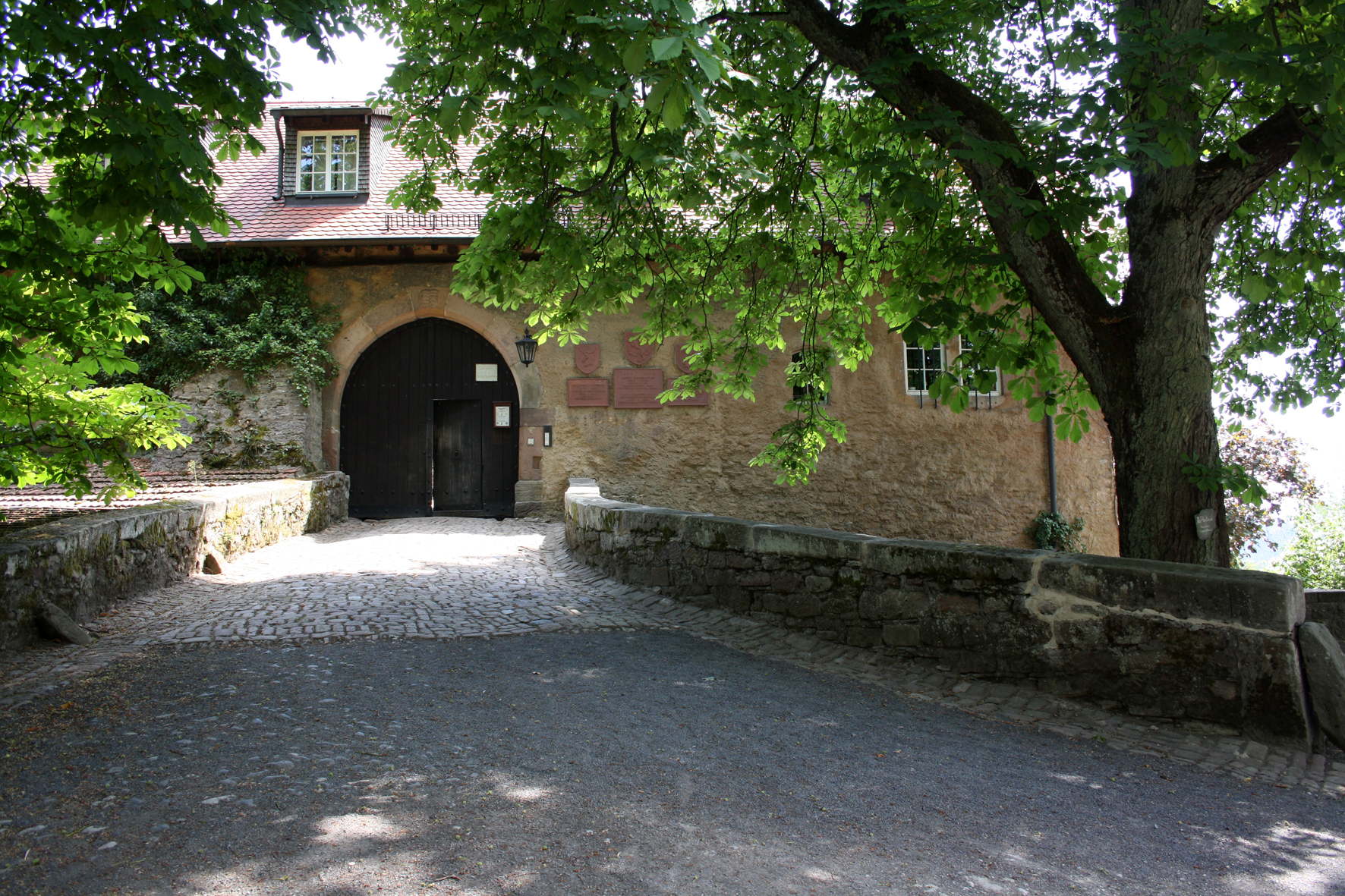
Entrée du Kernburg

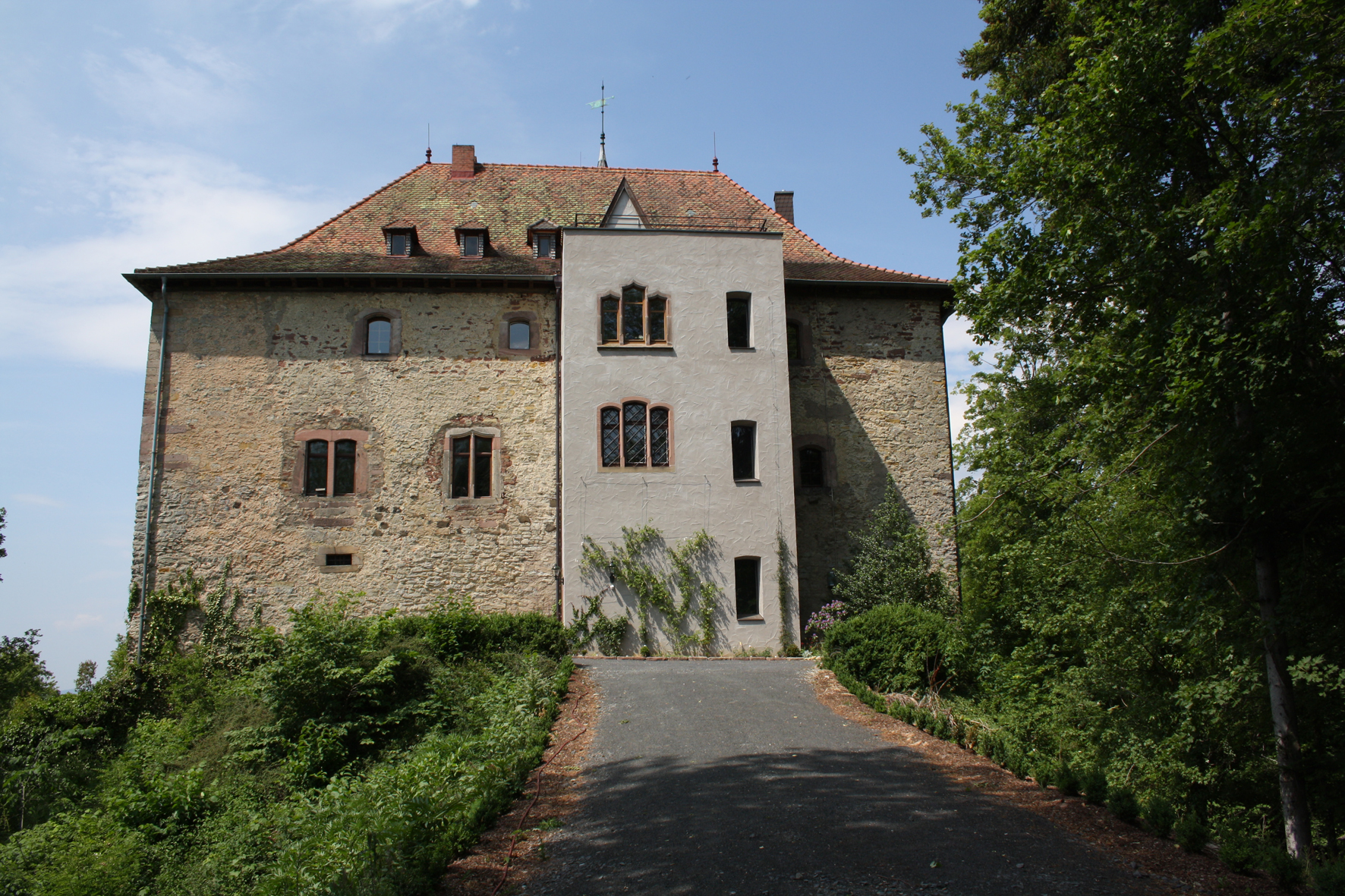
Vue orientale

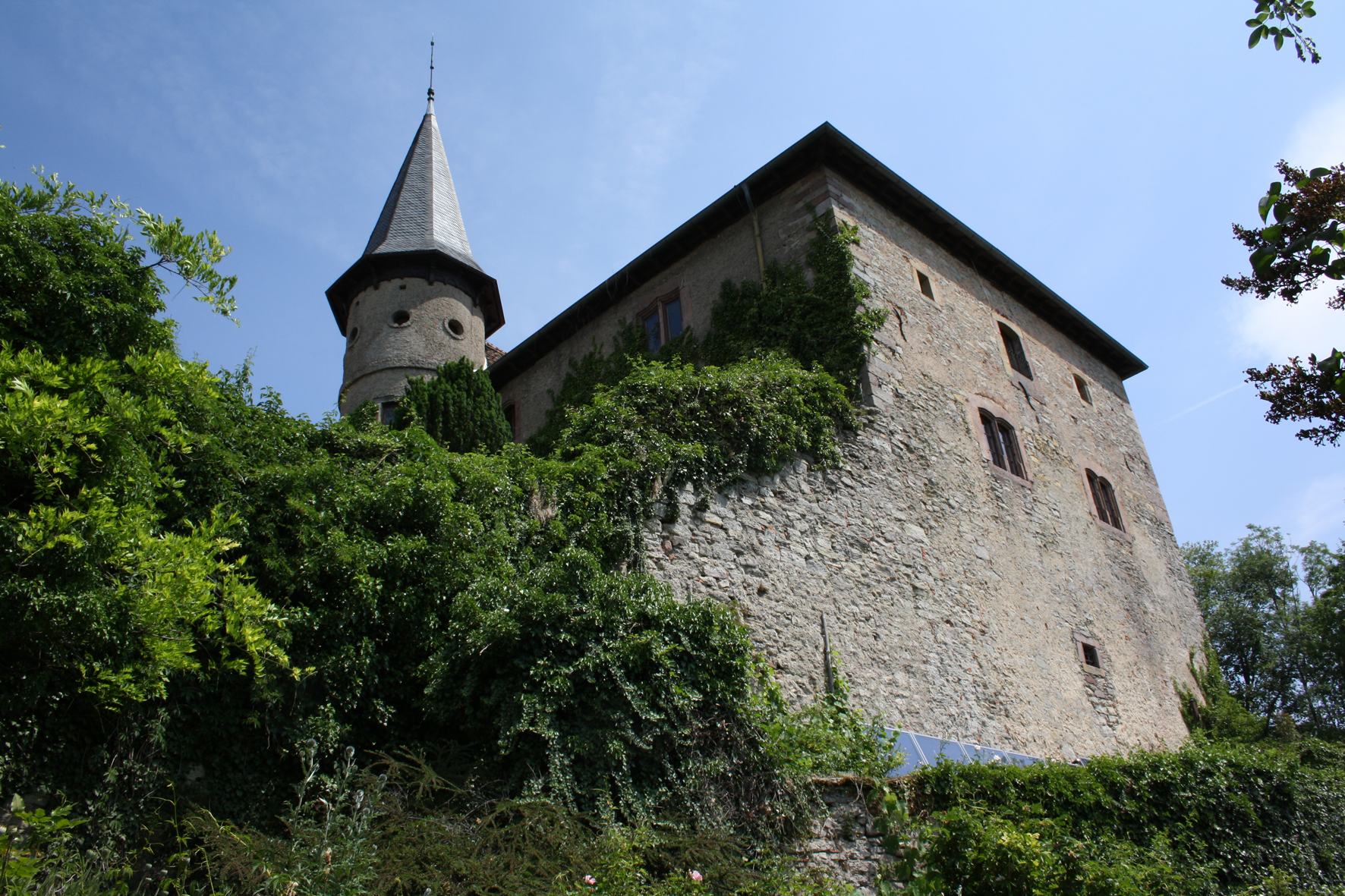
Vue méridionale

Le château de Brandenstein (Burg Brandenstein) est un château fort médiéval allemand situé en Hesse à Schlüchtern-Elm dans l'arrondissement de Main-Kinzig.

## Géographie
Ce château fort de type Höhenburg (château fort sur un piton rocheux) se trouve à 325 mètres d'altitude à quatre kilomètres à l'est du centre-ville de Schlüchtern et à 1200 mètres au sud-est d'Elm sur un piton rocheux entouré de forêts (et de vergers au sud) dans la région de Bergwinkel. On y a une belle vue sur la vallée du Kinzig. 

## Histoire
Le château est mentionné en 1278 comme siège d'Hermann de Brandenstein. En 1307, il passe avec ses terres par l'évêché de Wurtzbourg aux comtes de Rieneck-Rothenfels, mais en 1316, il appartient à Ulrich IV de Hanau. De 1424 à 1540, il est en possession de la famille Eberstein qui finit par s'éteindre et le château revient alors de nouveau aux Hanau. En 1717, le château et ses terres de Hanau font l'objet d'un prêt de plus de 100 000 florins en faveur des landgraves de Hesse-Cassel et deviennent une partie du landgraviat. La somme engagée est versée au comte Johann Reinhard III, dernier descendant mâle des comtes de Hanau, aux prêts passifs de Hanau-Lichtenberg du diocèse de Strasbourg et de l'archidiocèse de Mayence, même après sa mort, pour sa fille unique, la comtesse Charlotte-Christine, mariée au prince héréditaire Louis VIII de Hesse-Darmstadt, et à leurs héritiers. 
Après la mort du comte Johann Reinhard III de Hanau, Frédéric de Hesse-Cassel (futur roi de Suède) en hérite en 1736 avec le comté de Hanau-Münzenberg. Les terres de Brandenstein sont d'abord administrées comme une partie du landgraviat, bien qu'en raison de conditions spéciales dans la famille des Landgraves de Hesse-Kassel, le comté de Hanau-Münzenberg était devenu pendant plus d'un demi-siècle un fief pour le fils puîné du landgrave. Ce n'est que lorsque le landgrave Guillaume IX, premier régent de Hanau, hérita du landgraviat, que le domaine en plein essor fut de nouveau annexé au comté de Hanau-Münzenberg, devenant en pratique une partie de la Hesse-Cassel. En 1803, le landgraviat de Hesse-Cassel est intégré à l'Électorat de Hesse ; mais dans la guerre austro-prussienne de 1866, il est du côté des perdants. Il est donc en conséquence annexé par le royaume de Prusse. Le château fort appartient alors à l'État prussien.
Il est vendu en 1895 à un membre de la famille von Brandenstein, officier de l'armée du Wurtemberg, Gustav von Brandenstein. En 1905, il est en possession d'Alexander von Brandenstein qui épouse en 1909 la fille unique du légendaire comte von Zeppelin. Le roi Guillaume II de Wurtemberg lui accorde ensuite le titre de comte de Brandenstein-Zeppelin. C'est son descendant, le comte Constantin von Brandenstein-Zeppelin, qui en est le propriétaire aujourd'hui.

### Histoire architecturale
le château est construit après 1243 par un membre de la famille des seigneurs de Steckelberg, en défense de leur Vogtei. Après 1316, le château est réaménagé par Ulrich IV de Hanau pour en faire le siège de ses domaines. Le château est agrandi au XVe siècle. Le château est le point de départ d'attaques par Mangold II d'Eberstein et ses troupes contre la ville impériale de Nuremberg ; aussi l'empereur Charles-Quint ordonne-t-il aux troupes commandées par le comte Georges II de Wertheim (chef du district) de s'emparer du château. Après 1540, lorsqu'il revient aux comtes de Hanau, le château est aménagé en style Renaissance. Il abrite les populations des villages environnants qui viennent s'y réfugier pendant les attaques étrangères de la Guerre de Trente Ans. En 1872, un tunnel de 100 mètres, le Brandensteintunnel, est creusé devant le château pour la ligne de chemin Flieden-Gemünden. Le château est restauré en 1895-1896 lorsque Gustav von Brandenstein s'en porte acquéreur.

## Musées

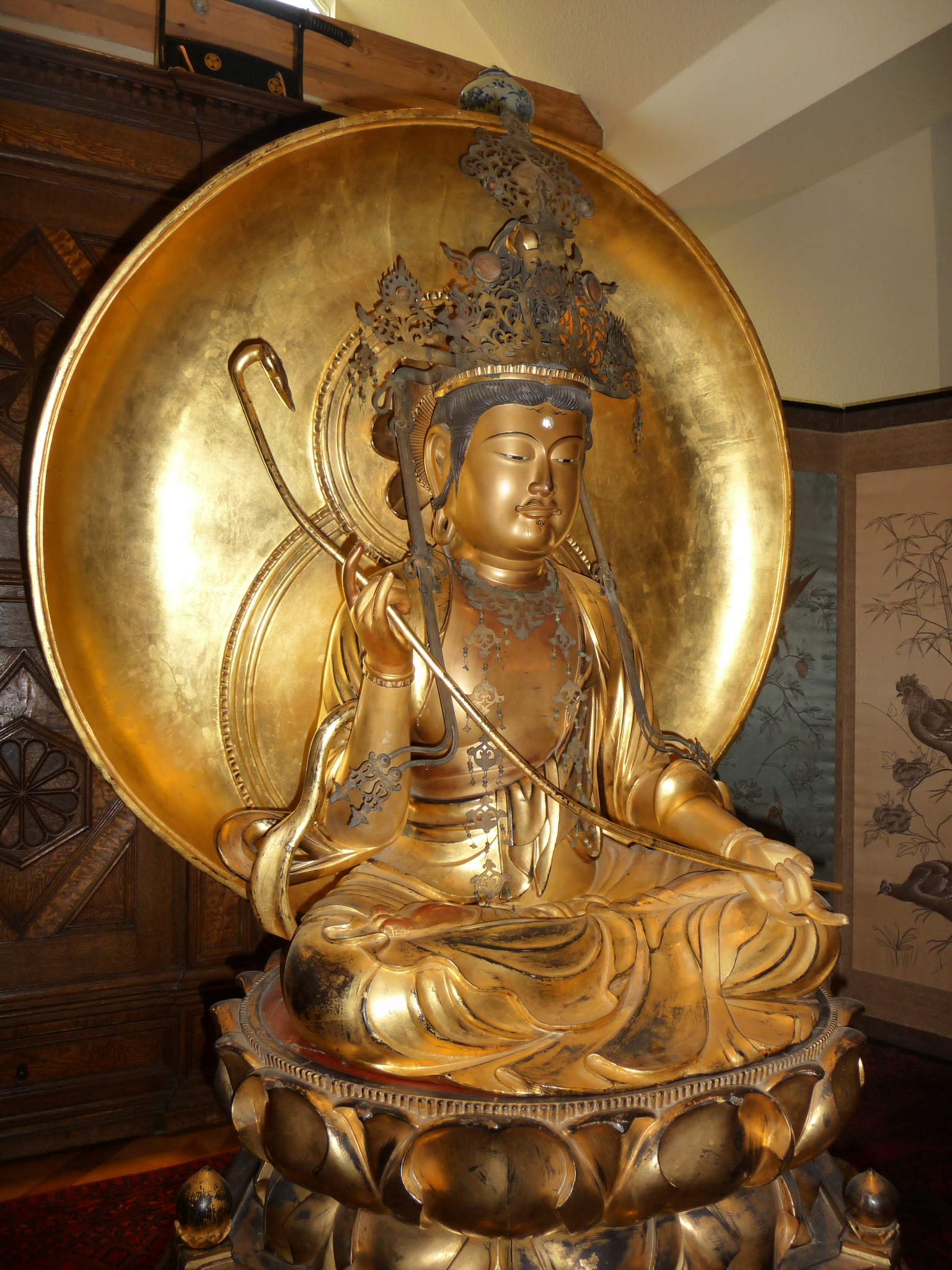
Un Bodhisattva du musée Siebold

Depuis 1970, un musée sur l'histoire du bois dans la région est ouvert dans les anciennes écuries. Il expose plus de huit cents objets historiques en bois ; cela comprend aussi bien des pinces à linge sculptées que des machines à battre les sacs de farine. L'espace d'exposition s'est aussi étendu à la cour par la suite. À l'étage, un petit musée est consacré à la vie et à l'œuvre du naturaliste et expert du Japon, Philipp Franz von Siebold, arrière-arrière-grand-père de l'actuel propriétaire.
Dans les environs du château, il y a une exposition forestière avec des œuvres d'art en matériaux naturels et un bois et sentier expliquant aux promeneurs les spécificités botaniques des lieux.